# Lucrecia Pérez
Lucrecia Pérez Sáez, nota anche con lo pseudonimo di Lucrecia (L'Avana, 6 febbraio 1972), è un'attrice e cantante cubana.
Attualmente vive a Barcellona.

## Discografia
- Album de Cuba, 2009
- Mira las luces, 2006
- Agua, 2002
- Cubáname, 1999
- Pronósticos, 1997
- Mis Boleros, 1996
- Prohibido, 1996
- Me debes un beso, 1994

## Filmografia
- Ataque verbal (1999)
- Los Lunnis (2003–2009), RTVE

## Libri
- Besitos de chocolate. Cuentos de mi infancia , 2006.